# هوليوود
هوليوود (بالإنجليزية: Hollywood)‏ هي منطقة في مقاطعة لوس أنجلوس في ولاية كاليفورنيا في الولايات المتحدة الأمريكية تقع بين الغرب والشمال الغربي لمركز مدينة لوس أنجلوس. سبب شهرتها وجود استوديوهات السينما والنجوم العالميين فيها، تعد المركز التاريخي للسينما الأمريكية والممثلين الأمريكيين. تستخدم كلمة «هوليوود» غالبا ككناية للسينما في الولايات المتحدة.
في 16 فبراير 2005 قام أعضاء من جمعية ولاية كاليفورنيا بتقديم مشروع قانون يتطلب من ولاية كاليفورنيا بحفظ سجلات خاصة لهوليوود كما لو كانت مستقلة على الرغم من أنه ليس من عادة مدينة لوس أنجلوس أن تقوم بوضع حدود معينة لمناطق أو أحياء. وليتم القيام بذلك تم تعريف الحدود، وجرت الموافقة بالإجماع على مشروع القانون من قبل غرفة التجارة في هوليوود ومجلس مدينة لوس أنجلوس. وتم التصديق عليه من قبل حاكم ولاية كاليفورنيا أرنولد شوارزنيجر في 28 أغسطس 2006، والآن أصبحت مناطق هوليود ذات حدود رسمية.

## التاريخ
تبدأ قصة ظهور هوليوود على وجه البسيطة في سنة 1853، عندما برز كوخ صغير مشيد من الطين في منطقة يكثر فيها صبار يسمى نوبال Nopal، حيث سميت المنطقة بنوباليرا Nopalera، على اسم الصبار. وبحلول سنة 1870م، نشأ فيها مجتمعاً زراعياً مزدهراً زاخراً بالعديد من أنواع المحاصيل المعروفة والنادرة. وعرفت المنطقة لدى سكانها باسم وادي كاهونغا، الممتد إلى ما وراء ممر جبال سانتا مونيكا وشماله مباشرة. وسرعان ما أدت المضاربات التي جرت على قطع الأراضي بعد ذلك إلى تجزئة المساحات الكبيرة من الأرض ومن ثم بدء ملاك الأراضي يتدفقون إليها.
ورغم قصر تاريخ المنطقة، إلا أنه حافل بالأحداث المشحونة بالتفاؤل على المستقبل. وأول من استخدم الاسم «هوليوود» هو السيد هـ.ج. وايتلي H. J. Whitley وهو بذلك يستحق لقب «أبو هوليوود»
فقد رتب المستر وايتلي لشراء مزرعة مملوكة للسيد هيرد مساحتها 500 فدان (حوالي 2.0 كيلو متر مربع) وابلغه بنيته شراء قطعة الأرض لوضع لبنات مدينة جديدة فيها. واتفقا على سعر محدد على أن يتم البيع في وقت لاحق. وقبل حصول وايتلي على الأرض ذاع خبر الخطة حتى وصل إلى كل من الجنرال هاريسون غراي أوتيس، وزوجة السيد هيرد، السيدة داييدا ويلكوكس، وعدد آخر غيرهم من خلال تداول الأخبار والشائعات (القيل والقال)، لاسيما أخبار المضاربات على الأراضي.
وسمعت داييدا لأول مرة باسم هوليوود من جارتها مسز إيفار ويد في بلدة هوليكانيون (ليك هوليوود حالياً) وهي من أبرز المستثمرين بالمنطقة وصديقة للعائلة. وأوصت زوجها باستخدام هذا الاسم. وفي 1 فبراير / شباط 1887 م، قدم مواطن يدعى السيد هارفي سند ملكية وخارطة لعقار قام ببيعه إلى مكتب السجل العقاري بمقاطعة لوس انجليس. وكان هارفي يريد أن يكون أول شخص يقوم بتسجيل ملكية الأرض في هوليوود. وشهدت السنة نفسها بداية أول طفرة عقارية في المنطقة، ومن ثم بدأت هوليوود في نموها البطيء.
وبحلول عام 1900 م، أصبح للمنطقة مكتب بريد، وصحيفة، وفندق وسوقان. وكانت مدينة لوس أنجلوس، البالغ سكانها آنذاك 102479 نسمة  تقع على بعد عشر (10) اميال (16 كيلو متر) شرقاً عبر وحقول الشعير والعنب وبساتين الحمضيات التي يربطها بالمنطقة المأهولة خط ترام أحادي الإتجاه تجره خيول ويشق وسط شارع بروسبكت آفنيو، إلا أن خدماته كانت غير منتظمة وكانت الرحلة به تستغرق ساعتين. وبعد تحويل قاعة تغليف الحمضيات القديمة إلى اسطبل دائم، تحسن حال النقل لسكان هوليوود.
وفي عام 1902 م، تم افتتاح فندق هوليوود الشهير، وهو أول فندق كبير في هوليوود، من قبل مستر هـ. ج وايتلي الذي كان قد أصبح حينئذ رئيساً لشركة (لوس باسيفيك بلوفارد اند ديفليوبمنت) ومساهماً رئيسياً فيها. فبعد حيازته لمزرعة هيرد في نهاية المطاف وقيامه بتجزئتها عمل على تشييد الفندق من أجل جذب المشترين للأراضي، وكان شديد الرغبة في بيع هذه القطع السكنية لمزارعي الليمون على سفوح التلال. وكانت بناية الفندق المتاخمة للجانب الشرقي من شارع هايلاند افنيو تقع في واجهة شارع بروسبكت آفنيو الذي كان لا يزال حتى ذلك الوقت ترابياً غير معبد، وكان يغطى بطبقة من الحصى بشكل منتظم ومتدرج حتى أصبح الفندق بمرور الوقت شارعاً معروفاً على نطاق العالم وغدا مركزاً للحياة المدنية والاجتماعية بالمنطقة وبيتاً للنجوم لسنوات عديدة.
فيما ظلت شركة وايتلي تعمل على تطوير وبيع الأراضي بواحدة من المناطق السكنية المسماة باسم اوشن فيو تراكت 
وقد فعل السيد وايتلي الكثير من أجل الارتقاء بالمنطقة. ودفع آلاف عديدة من الدولارات لأعمال الإضاءة الكهربائية، بما في ذلك جلب خطوط الكهرباء وبناء مصرف، فضلا عن تشييد طريق إلى ممر كاهوينغا. وأمتدت خطوط الإضاءة الكهربائية إلى عدة مربعات سكنية على شارع بروسبكت أفنيو. بينما كان منزله يتوسط شارع هايلاند أفنيو 
وفي 14 نوفمبر / تشرين الثاني 1903م، أصبحت هوليوود جماعة بلدية نتيجة لاقتراع حول إعلانها بلدية، بتأييد 88 صوتاً لصالح الإعلان مقابل 77 ضده. وفي 30 يناير / كانون الثاني 1904 م، قرر الناخبون في هوليوود، وبأغلبية 113 صوتا مقابل 96، حظر بيع الكحول في المدينة، إلا لأغراض طبية. ولم يسمح للفنادق أو المطاعم تقديم النبيذ أو المشروبات الكحولية قبل الوجبات أو بعدها. وفي عام 1910 م، صوّت أعضاء مجلس بلدية هوليوود لصالح مشروع قرار بضم هوليوود إلى مدينة لوس انجليس وذلك للحد من صراع مستمر حول تأمين امدادات كافية من المياه بعد أن قامت سلطة المياه في لوس انجليس بفتح قناطر للمياه ونقل المياه عبر انابيب من نهر اوينز إلى مدينة لوس أنجليس المتنامية. وثمة سبب آخر للتصويت لصالح مشروع قرار الضم ويتمثل في حصول هوليوود على حق استخدام نظام الصرف الصحي لمدينة لوس انجليس في حالة الانضمام إليها. وقد مني اقتراح بإجراء استفتاء حول فصل هوليوود عن لوس انجليس في نوفمبر 2002 بالهزيمة. ومع ضم البلدة تغير اسم شارع بروسبيكت آفنيو إلى كورنيش هوليود بلفارد كما تم تغيير ارقام جميع الشوارع والطرقات بالمقاطعة الجديدة، فمثلاً أصبح شارع بروسبكت آفنيو رقم 100 يسمى هوليوود بولفار رقم 6400 
وفي عام 1910 بدأت تتجه نحو صناعة السينما ولكن بخطى بطيئة وفي أثناء الحرب العالمية الأولى كانت هوليوود عاصمة السينما وبنيت في أثناء الحرب استودهات ومختبرات سينمائية

## تنمية
أنجزت العديد من المشاريع التنموية، ويجري التخطيط كثير من المشاريع المستقبلية من قبل مجموعة هوليوود مسرح كوداك هناك وفتحت العديد من الحانات والنوادي وشركات البيع بالتجزئة أو تقع بالقرب من شارع هوليوود ويوجد خدمة النقاط الساخنة

نجمة هوليود تُعطى لشخص الذي حقق نجاحات في هوليود